# Beringzeegyre
De Beringzeegyre is een kleine gyre in het noorden van de Grote Oceaan en draait tegen de klok in. De gyre ligt in de Beringzee tussen de kust van de Russische kraj Kamtsjatka en Tsjoekotka in het noorden en de eilandketen Aleoeten in het zuiden.
De gyre wordt gevormd door de interactie van enkele zeestromen in de omgeving. Ten zuiden van de Aleoeten stroomt richting het westen de Aleoetenstroom, waarvan een deel tussen de eilanden door noordwaarts stroomt en langs de noordkust oostwaarts om zich bij de Beringhellingstroom te voegen. In het oosten stroomt de Beringhellingstroom in noordwestelijke richting om zich bij de Kaap Navarin op te splitsen in een noordelijke en een zuidwestelijke zeestroom. De zuidwestelijke zeestroom is de Kamtsjatkastroom die langs het schiereiland Kamtsjatka stroomt.
De gyre ligt in de mariene ecoregio Kamtsjatkakust en -plat en de mariene ecoregio Aleoeten.